# 苏州关税务司署旧址
苏州关税务司署旧址位于江苏省苏州市姑苏区觅渡桥外，是清末至民国时期苏州的海关和税务机构驻地，作为全国较早设立的海关之一，有重要的历史意义和文物价值。现为江苏省文物保护单位。

## 历史
该地原为苏州唯一的租界——苏州日租界，有英法驻苏州领事馆。1895年清政府签订《马关条约》，苏州被列为通商口岸。1896年即成立苏州关税务司署，主管进出口关务及相关纳税事项。成立时管辖范围南至嘉兴，西至丹阳。1937年日军攻陷苏州后，即停止办公。此后建筑被用作民居。

## 现状
苏州关税务司署现存四座西式红砖洋房，包括二层主办公楼一座，及附属别墅三栋。2009年被列为苏州市文物保护单位，2011年被列为江苏省文物保护单位。2010年曾列入大运河苏州段遗产点名单申报世界遗产。
2007年在苏州关税务司署旧址北侧建造苏州市青少年活动中心，同时对税务司署进行修复工作，修复完成后交由共青团苏州市委作对外交流使用。

## 图集

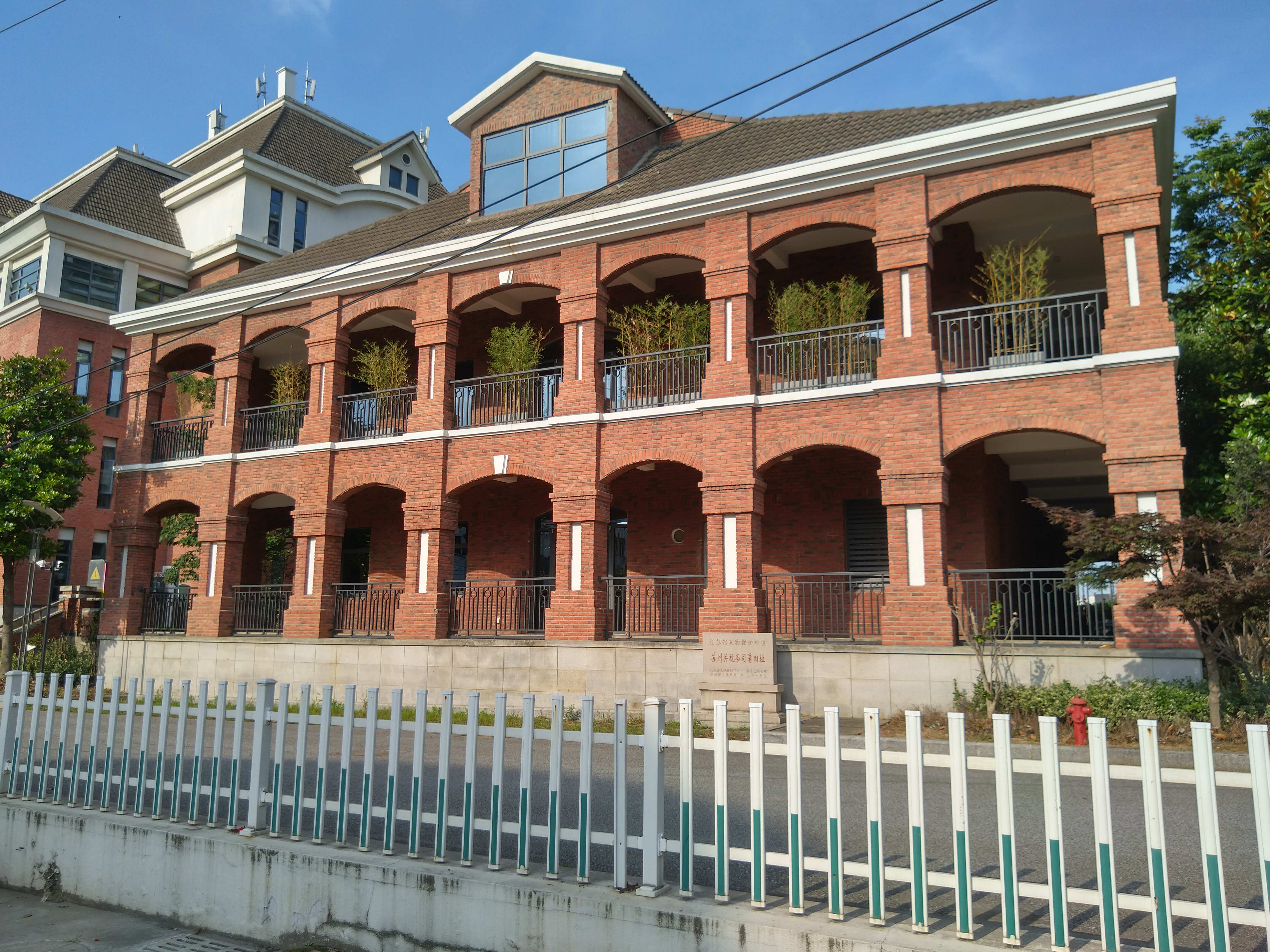